# Bányai Miklós (színművész)
Bányai Miklós (Budapest, 1985. március 10. –) magyar színművész.

## Életpályája
Gyermekkorában versenyszerűen síelt. 2006-ban végzett a Kaposvári Egyetem színész szakán. 2006-2011 között az egri Gárdonyi Géza Színház tagja volt. Később Mexikóban, majd Los Angelesben élt. Több magyar és amerikai filmben, sorozatban szerepelt. 2012-ben a TV2-n futó "The voice" című tehetségkutató riportere volt.

## Filmes és televíziós szerepei
- Szabadság, szerelem (2006) ...Egyetemista
- Presszó (2008) ...Apa
- Poligamy (2009)
- Marslakók (2012) ...Jean Francois
- Drakula (2013-2014)
- Kémek küldetése (2016)
- Egynyári kaland (2017) ...Bálint
- Korhatáros szerelem (2018) ...Gábor
- A mi kis falunk (2018) ...Szikszai tizedes
- Nyitva (2018) ...Alex
- Bátrak földje (2020) ...Szarka Elek
- Hab (2020) ...Dávid
- Hazatalálsz (2023–2024) ...Dénes

## Fontosabb színházi szerepei
- Chicago  (Fred Casely )
- Elkéstél, Terry! (Mendy Menendez, Candy, Earl)
- Az állhatatlan (Legény, Kakas István, kincstári biztos)
- Aliz! (Szereplő)
- A velencei kalmár (Bassanio)
- A konyha (Nicholas)
- A nagyratörő (Báthory Boldizsár, Zsigmond unokafivére)
- Az aranyember (Krisztyán Tódor)
- Equus (Alan Strang)
- Luxemburg grófja (Lakáj, Boulanger)
- A tél meséje (Nemesúr, Leontes udvarából)
- Te rongyos élet (Méray Pubi)